# Dudaryk (coro)
Coro masculino da Acadêmica Estadual de Lviv "Dudaryk" (Дударик) é um coro ucraniano fundado em 17 de outubro de 1971 pela Sociedade de Música e Coro Ucraniana. O coro é laureado com o Prêmio Nacional Shevchenko. Fundador e regente principal do coro, além de artista homenageado - Mykola Katsal, nasceu em 10 de dezembro de 1940 em Grechany, Podillia. Graduado no Instituto Politécnico de Lviv -  (geodésia), conduzido pela Faculdade de Música e Conservatório. Como grupo amador existiu até 1989. Em 1977, só 6 anos após a fundação de Dudaryk já estava entre os finalistas do festival de grupos de arte da União Soviética. Graças aos esforços do coro de Mykola Katsal e seus colegas Lubov Katsal e Lesia Chaikivska formaram em 1989 a primeira escola de coro de meninos na Ucrânia - "Dudaryk".

## Prêmios
O título honorário "Coro do Povo" (1977); Diploma do Soviete Supremo da Ucrânia (1987), laureado com o Prêmio Nacional Shevchenko de 1989 (o maior prêmio artístico na Ucrânia, o único grupo de arte jovem na Ucrânia) recebeu o título honorário de "Coro do Estado" em 2000. 2010 - Dudaryk recebeu o Coro Acadêmico Estadual.

## Festivais
- 1978,1981,1987,1991 - membro de festivais corais internacionais na Estônia e Letônia
- 1987, 1989 - membro de festivais corais internacionais na Hungria
- 1990 - 57 concertos nos EUA e Canadá
- 1991 - 2003 - o participante de festivais internacionais na Polônia, Suíça, França e Bélgica

Desde a sua fundação, Dudaryk deu mais de 1.500 concertos em prestigiadas salas de concertos e igrejas da Ucrânia e fora dela, incluindo Carnegie Hall - EUA, Duomo - Lituânia, Notre Dame de Paris - França, festival Vancouver-Pacific International Canada Place e muitos outros.